# Nuż w bżuhu
Nuż w bżuhu. 2 jednodńuwka futurystuw. Wydańe nadzwyczajne – druga jednodniówka futurystów polskich, opublikowana w formie plakatu 13 listopada 1921 roku w Krakowie, w Warszawie dwa tygodnie później. Jej redaktorami byli: w Warszawie Anatol Stern, w Krakowie Bruno Jasieński. Cała treść zapisana była w sposób fonetyczny. Jej nakład autorzy określili w jednodniówce na 30 000 egzemplarzy, najprawdopodobniej była to jednak liczba celowo zawyżona, w rzeczywistości nakład mógł szacunkowo wynosić od 3 do 5 tysięcy egzemplarzy.

## Zawartość

### Wiersze
- Tytus Czyżewski, Transcendentalne panopticum, Mediumiczno-magnetyczna fotografia poety Brunona Jasieńskiego
- Bruno Jasieński, Mięso kobiet, Prolog do „Foot-Ballu wszystkich świętych”, Psalm po wojenny
- Stanisław Młodożeniec, Bombaj, Hymn pokoju, Kino
- Anatol Stern, 1/2 godziny na zielonym brzegu, Kosmiczny nos, Rewolucja ciała, Płodzenie

### Wybrane inne
- Malowane spodnie
- List otwarty do p. ministra spraw wewnętrznych
- Sprostowanie
- My i prasa
- Artykuł dotyczący wieczoru futurystów w Zakopanem
- Ogłoszenie redakcji o przyjmowaniu reklam do publikacji w jednodniówkach („futuryzujmy reklamę”)

#### Leon Chwistek: „O poezji”
W jednodniówce przedrukowano fragment siódmego rozdziału książki Chwistka Wielość rzeczywistości wydanej w Krakowie w 1921 roku, która zawiera podział poezji na cztery różne rodzaje odpowiadające czterem rodzajom rzeczywistości: prymitywistyczną, realistyczną, impresjonistyczną i formistyczną. Wydrukowany fragment skupia się na poezji formistycznej, jako na takiej, która znajduje się w oddaleniu od naukowych opozycji prawdy-fałszu, ale też nie stanowi „muzyki szmerów”, czyli zbioru zdań bez znaczenia. Poezja taka powstać może jedynie dzięki szczerości artysty, a jej zadaniem podstawowym (tak jak każdej nowej dziedziny sztuki) jest poszerzanie języka.
Publikacja w Nużu w bżuhu nastawiła środowisko naukowe Uniwersytetu Jagiellońskiego nieprzychylnie do Chwistka, co poskutkowało trudnościami w uzyskaniu przez niego habilitacji.

#### Krytyka. Nieśmiertelny tom futuryz (o Sternie)
Recenzja wydanej przez Sterna i Wata jednodniówki Nieśmiertelny tom futuryz. Entuzjastyczny, a nawet reklamowy artykuł ('Stern jest genialnym poetą, (…) poezjami Nieśmiertelnego tomu Stern przeniósł się od razu do wielkiej literatury europejskiej) został napisany prawdopodobnie przez samego Sterna. Recenzja mogła służyć obronie tomu, którego nakład został skonfiskowany przez cenzurę.

#### Ostatnie wieczory futurystów w Zakopanem (…)
Utrzymana w prowokacyjnym tonie reakcja futurystów na wydarzenia, które miały miejsce 10 sierpnia 1921 roku w Zakopanem. W sali „Morskiego Oka” miał się wtedy odbyć wieczór poetycki futurystów. W czasie jego trwania Jan Lechoń wszedł na scenę i spoliczkował Sterna, wywiązała się awantura i bijatyka wśród publiczności, futuryści zostali obrzuceni jajkami. W Nużu w bżuhu futuryści relacjonowali to wydarzenie jako „walkę dwóch odłamów publiczności na pięści i jajka!”, zapewniali też, że „kobiety masowo stanęły po stronie futurystów”. Zapowiadali także dalsze wieczory futurystyczne w większych miastach Polski i zachęcali do używania jajek, które „są bronią jedynie godną człowieka cywilizowanego: przypominają ręczne granaty a nie są śmiertelne”.

## Reakcja krytyki
Nuż w bżuhu wzbudził wielkie oburzenie krytyki. Szczególnie szokował utrzymany w konwencji czarnego humoru wiersz Jasieńskiego Mięso kobiet (zob. pełny tekst wiersza w wikiźródłach):
Pszehodząc pszypadkowo pszez ćeńisty pasaż,
mimo palm kiwającyh śę jak senny palec
zobaczyłem kobietę, kturą rąbał masaż
i układał na ladźe kawał po kawale
(…)
Pożerajcie kobiety z octem i na sucho
Pszestańće z nimi robić swoje nudne świństwa
Kohankowie, noszący swe kohanki w bżuhu
nadhodźi wasza era: nowe maćeżyństwo
Lwowska „Gazeta Wieczorna” nazwała futurystów fanatykami ludożerstwa i apostołami zboczeń. Z kolei Maciej Wierzbiński, w swoim artykule Głupota i zbrodnia opublikowanym 13 grudnia 1921 w „Rzeczpospolitej” dopatrywał się w publikacji zamachu na pisownię i język polski, treść określał jako morze bezsensu i ohydy, i upatrywał w tym celowe, zorganizowane działanie mające na celu przygotowanie gruntu pod posiew bolszewizmu. Wzywał władze do położenia kresu takim działaniom. Wezwanie to odniosło skutek — 14 grudnia 1921 roku cały nakład Noża w bżuhu został skonfiskowany przez cenzurę (mimo że jednodniówka została jej wcześniej przedstawiona i zyskała akceptację cenzorów). W obronie wydawnictwa interweniowało bezskutecznie wielu publicystów.